# Hans-Joachim Veen

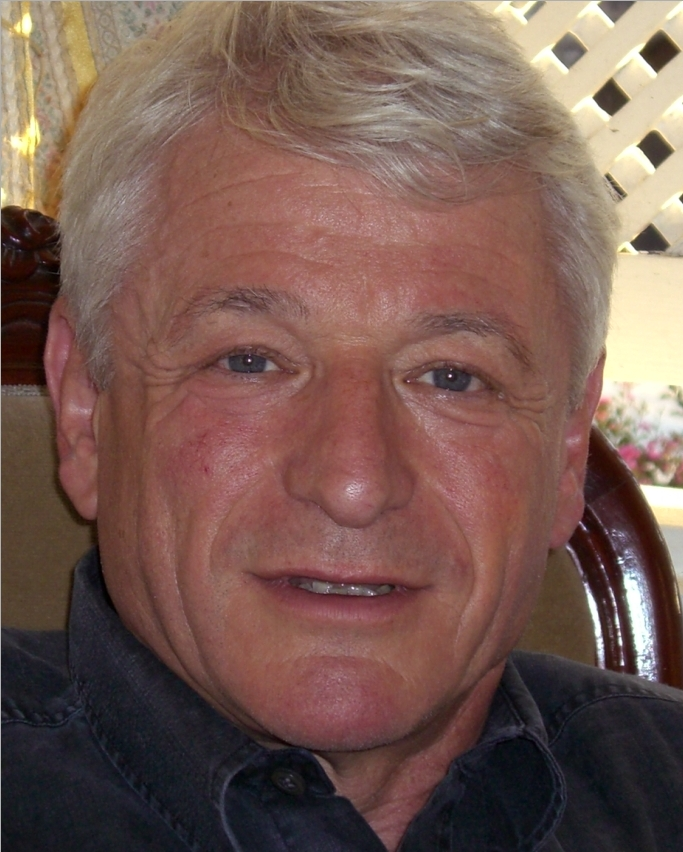
Hans-Joachim Veen.

Hans-Joachim Veen (* 29 de agosto de 1944 en Estrasburgo) es un politólogo alemán y profesor honorario en la Universidad de Tréveris (desde 1994), Alemania. 

## Biografía
Nació en la ciudad francesa de Estrasburgo, cuando esta estaba anexionada por parte de la Alemania nazi. Antes de iniciar sus estudios sirvió como soldado por dos años en el 3.er Batallón de reconocimiento en Luneburgo. Como oficial de la reserva alcanzó el grado de coronel. Fue comandante del 524.º Batallón en Lingen. En sus últimas prácticas militares fue jefe del comando de las fuerzas armadas alemanas en los Estados Unidos y Canadá.
Estudió Ciencias políticas, derecho público e historia en la Universidad de Hamburgo y en la Universidad Albert-Ludwig de Friburgo. Entre 1975 y 1976 fue asistente científico en la cátedra de Wilhelm Hennis en la Universidad de Friburgo, donde se doctoró en 1976.
Trabajó muchos años como director de investigación en la Fundación Konrad Adenauer (1983-1999) y ganó una gran reputación como experto en asesoría política, partidos y campañas políticas. A partir del año 2000 dirigió en la fundación el proyecto "Democracia y desarrollo de los partidos en la Europa del Este". Con dicho proyecto preparó el camino para el apoyo sistemático de la Fundación Konrad-Adenauer a partidos políticos en democracias jóvenes; en este campo está activo hasta la fecha.
En 1994/95 como profesor interino, impartió la cátedra para estudios gubernamentales comparativos en la Universidad de Tréveris en donde es, hasta la fecha, Profesor Honorario. 
Desde el año 2002 es presidente de la mesa directiva de la fundación Ettersberg en Weimar. La fundación está dedicada al estudio comparativo de las dictaduras europeas en el siglo XX y su transición democrática. Entre 2007 y 2009 fue presidente del comité para la prevención de la violencia en Turingia, y entre 2009 y 2012  dirigió también la asociación de historiadores de Turingia, grupo que se ocupa de la revisión histórica y evaluación crítica del gobierno de la Alemania oriental. Actualmente es miembro del panel científico de la Comisionado Federal para los Archivos de la Stasi (BStU) de la antigua República Democrática Alemana (RDA), de la cual fue elegido presidente en enero del 2008 y nuevamente en enero del 2013.
En 1993 le fue otorgada la Bundesverdienstkreuz por sus logros en la reconstrucción de las ciencias políticas, económicas e históricas en las universidades de los nuevos estados federados, por medio de un programa de profesores visitantes que él inició y organizó.

## Obras
- Hans-Joachim Veen: Die parlamentarische Regierung zwischen Subordination und politischer Führung. In: Aus Politik und Zeitgeschichte (APuZ), B 38/1972
- Hans-Joachim Veen: Opposition im Bundestag. Ihre Funktionen, institutionellen Handlungsbedingungen und das Verhalten der CDU/CSU-Fraktion in der 6. Wahlperiode 1969-1972. Bonn 1976 (= Schriftenreihe der Bundeszentrale für Politische Bildung, Bd. 113)
- Hans-Joachim Veen: Parteienstaat und Abgeordnetenfreiheit. Zur Diskussion um das imperative Manda. München 1976
- Walter Jaide / Hans-Joachim Veen: Bilanz der Jugendforschung. Ergebnisse empirischer Analysen in der Bundesrepublik Deutschland von 1975–1987. Paderborn 1989
- Hans-Joachim Veen / Elisabeth Noelle-Neumann (Hrsg.): Wählerverhalten im Wandel. Bestimmungsgründe, gesellschaftliche Trends, Forschungsanwendung am Beispiel der Bundestagswahl 1987. Paderborn 1991
- Hans-Joachim Veen (Hrsg.): Christlich-demokratische und konservative Parteien in Westeuropa (5 Bände). Paderborn 1983-2000
- Hans-Joachim Veen / Jürgen Hoffmann, Die Grünen zu Beginn der neunziger Jahre. Profil und Defizite einer fast etablierten Partei. Bonn 1992
- Hans-Joachim Veen et al.: Eine Jugend in Deutschland? Orientierungen und Verhaltensweisen der Jugend in Ost und West. Opladen 1994
- Hans-Joachim Veen: Zwischen Rekonzentration und neuer Diversifizierung. Tendenzen der Parteienentwicklung fünf Jahre nach der Deutschen Einheit. In: Hans-Joachim Veen / Winand Gellner (Hrsg.): Umbruch und Wandel in westeuropäischen Parteiensystemen. Frankfurt am Main 1995
- Hans-Joachim Veen: Innere Einheit – aber wo liegt sie? Eine Bestandsaufnahme im siebten Jahr nach der Wiedervereinigung Deutschlands. In: Aus Politik und Zeitgeschichte (APuZ), Nr. B 40-41/1997
- Hans-Joachim Veen: Volksparteien: Die fortschrittlichste Organisationsform politischer Willensbildung. In: Zeitschrift für Parlamentsfragen (ZParl), Heft 2/1999
- Hans-Joachim Veen et al. (Hrsg.): Opposition und Widerstand in der SED-Diktatur. Berlín (Propyläen) 2000
- Hans-Joachim Veen (Hrsg.): Nach der Diktatur. Demokratische Umbrüche in Europa – 12 Jahre später. Köln / Weimar / Wien 2003
- Hans-Joachim Veen (Hrsg.): Die abgeschnittene Revolution. Der 17. Juni 1953 in der deutschen Geschichte. Köln / Weimar / Wien 2004
- Hans-Joachim Veen (Hrsg.): Alte Eliten in jungen Demokratien? Wechsel, Wandel und Kontinuität in Mittel- und Osteuropa. Köln / Weimar / Wien 2004
- Hans-Joachim Veen: Die Entwicklung der Parteiensysteme in den postkommunistischen EU-Beitrittsländern – eine vergleichende Analyse ihrer Errungenschaften und Defizite. In: KAS-Auslandsinformationen, 7/2005
- Peter März / Hans-Joachim Veen (Hrsg.): Woran erinnern? Der Kommunismus in der deutschen Erinnerungskultur. Köln / Weimar / Wien 2006
- Hans-Joachim Veen / Ulrich Mählert / Peter März (Hrsg.): Wechselwirkungen Ost-West. Dissidenz, Opposition und Zivilgesellschaft 1975-1989. Köln / Weimar / Wien 2007
- Hans-Joachim Veen: "Der Deidesheimer Kreis. Eine Brücke zwischen Wissenschaft und Politik" In: Dieter Althaus/Günter Buchstab/ Norbert Lammert/Peter Molt (Hrsg.): "Mut, Hoffnung, Zuversicht. Festschrift für Bernhard Vogel zum 75. Geburtstag", Paderborn 2007
- Karsten Grabow / Wilhelm Hofmeister / Hans-Joachim Veen: Parteienzusammenarbeit und Parteienförderung der Konrad-Adenauer-Stiftung. Leitfaden für die internationale Zusammenarbeit. Köln 2008
- Hans-Joachim Veen / Ulrich Mählert / Franz-Josef Schlichting (Hrsg.): Parteien in jungen Demokratien. Zwischen Fragilität und Stabilisierung in Ostmitteleuropa. Köln / Weimar / Wien 2008
- Hans-Joachim Veen / Peter März / Franz-Josef Schlichting (Hrsg.): Kirche und Revolution.Das Christentum in Ostmitteleuropa vor und nach 1989. Köln / Weimar / Wien 2009
- Hendrik Hansen / Hans-Joachim Veen (Hrsg.): Aufarbeitung totalitärer Erfahrungen und politische Kultur, Die Bedeutung der Aufarbeitung des SED-Unrechts für das Rechts-und Werteverständnis im wiedervereinigten Deutschland. Politisches Denken Jahrbuch 2009. Berlín 2009
- Hans-Joachim Veen: "Wie viel Einheit brauchen wir? Die "innere Einheit" zwischen Gemeinschaftsmythos und neuer Vielfalt", in: Einsichten und Perspektiven. Bayerische Zeitschrift für Politik und Geschichte, hrsg. von der Bayersichen Landeszentrale für politische Bildungsarbeit, Heft 3/2010, S. 208 ff
- Hans-Joachim Veen/Peter März/Franz-Josef Schlichting (Hrsg.): "Die Folgen der Revolution. 20 Jahre nach dem Kommunismus" Köln/Weimar/Wien 2010
- Volkhard Knigge/Hans-Joachim Veen/Ulrich Mählert/Franz-Josef Schlichting (Hrsg.): "Arbeit am europäischen Gedächtnis. Diktaturerfahrung und Demokratieentwicklung" Köln/Weimar/Wien 2011
- Hans-Joachim Veen (Hrsg.): "Zwischenbilanzen. Thüringen und seine Nachbarn nach 20 Jahren" Köln/Weimar/Wien 2012
- Hans-Joachim Veen: Deutschlands "innere Einheit" - Neuer Gemeinschaftsmythos oder pluralistische Demokratie?, in: Michael Borchard/Thomas Schrapel/Bernhard Vogel (Hrsg.): Was ist Gerechtigkeit? Befunde im vereinten Deutschland, Köln/Weimar/Wien 2013, Seite 59-89
- Hans-Joachim Veen: "Wie viel Einheit brauchen? Die 'innere Einheit' zwischen Gemeinschaftsmythos und neuer Vielfalt", in: *Eckhard Jesse (Hrsg.): Eine normale Republik? Geschichte - Politik - Gesellschaft im vereinten Deutschland, Baden-Baden 2012, Seite 119-136

- Datos: Q89956
- Multimedia: Hans-Joachim Veen / Q89956